# Giornale de' Letterati (Parma)
Il Giornale de' Letterati fu una rivista dedicata alla letteratura e alle scienze pubblicata a Parma dal 1686 al 1690.

## Storia
Il periodico venne fondato nel gennaio 1686 da Benedetto Bacchini, monaco benedettino, e dal carmelitano Gaudenzio Roberti, bibliotecario della Palatina di Parma. L'idea venne durante una conversazione tra, da una parte, Bacchini e Roberti e dall'altra due eruditi francesi, i monaci Jean Mabillon e Michel Germain. Convinti che il Giornale de' letterati di Roma (fondato nel 1668) avesse prodotto effetti benefici nella repubblica delle lettere italiana, decisero di continuare l'esperienza a Parma.
I compiti furono divisi come segue: Roberti fornì al Bacchini copia dei libri nuovi e provvide alle spese materiali; Bacchini fu il compilatore unico della rivista. Per sua decisione, gli articoli apparvero non firmati . Il periodico fu stampato dalla tipografia Dall'Oglio e Rosati.
Sull'esempio della rivista erudita romana del Nazzari (1668-1679), il programma del periodico parmigiano fu quello di fornire tutte le nuove conoscenze di cui un letterato avesse bisogno. Pubblicava recensioni di opere riguardanti ogni ramo dello scibile. Come osservavano gli autori, riprendendo un motto latino: nemo solus satis sapit ("Nessuno da solo sa mai abbastanza"): 
(Introduzione programmatica al Giornale de' letterati.)
Il vero letterato (che all'epoca era il dotto, la persona erudita) deve tendere sempre verso la perfezione, non deve mai cessare di migliorarsi. Essendo dunque lo scopo della rivista quello di essere utile agli eruditi, il Giornale si sarebbe occupato di: libri nuovi, notizie ecclesiastiche, esperienze naturali, osservazioni celesti, antichità e d'altre cose simili, o di non differente natura. La novità del periodico parmigiano rispetto alle imprese giornalistiche coeve francesi, inglesi e tedesche fu che Bacchini non si limitò a segnalare le novità editoriali, ma le commentò personalmente, dando giudizi, manifestando perplessità o tessendo lodi.
Per il primo anno Bacchini riuscì a pubblicare un numero ogni mese. Dal 1687 invece tale periodicità non fu più mantenuta. Nel 1690 Bacchini, avendo perso ogni protezione autorevole, abbandonò la rivista. Alla fine di quello stesso anno fu nominato bibliotecario di Modena. Si trasferì quindi nella città ducale, dove proseguì l'esperienza editoriale con un nuovo Giornale de' Letterati.